# Dana Brooke
Ashley Mae Sebera (ur. 29 listopada 1988) – amerykańska profesjonalna wrestlerka, była kulturystka, gimnastyczka, modelka, zawodniczka fitnessu sylwetkowego. Obecnie związana jest kontraktem z federacją Total Nonstop Action Wrestling, gdzie występuje pod pseudonimem ringowym Ash by Elegance. Najlepiej znana jest ze swoim występów jako Dana Brooke w federacji World Wrestling Entertainment w latach 2013-2023.
Sebera podpisała kontrakt z WWE w lipcu 2013, rozpoczynając szkolenie w placówce szkoleniowej WWE Performance Center i rozwojowym brandzie federacji, NXT. Podczas swojej kadencji w NXT sprzymierzyła się z Emmą, natomiast po transferze do głównego składu zawarła sojusz z Charlotte Flair. Brooke była również częścią frakcji Titus Worldwide, którą tworzyła wraz z Apollo Crewsem oraz Titusem O’Neilem. Po rozpadzie drużyny z Mandy Rose, który nastąpił w połowie 2021 roku, Brooke dwukrotnie sięgnęła po WWE 24/7 Championship, będąc najdłużej panującą kobiecą mistrzynią, która kiedykolwiek wygrała owo wyróżnienie. 

## Kariera profesjonalnej wrestlerki

### NXT (2013–2016)
Po podpisaniu kontraktu z WWE w lipcu 2013, Sebera została skierowana na szkolenie w WWE Performance Center i została przydzielona do brandu rozwojowego NXT, przyjmując pseudonim Dana Brooke. Jej pierwszy występ miał miejsce podczas segmentu za kulisami, towarzysząc Tylerowi Breeze’owi na gali NXT TakeOver: Fatal 4-Way. 